# Cycnidolon gounellei
Cycnidolon gounellei är en skalbaggsart som beskrevs av Bruch 1908. Cycnidolon gounellei ingår i släktet Cycnidolon och familjen långhorningar. Inga underarter finns listade i Catalogue of Life.